# Wirbertshofen

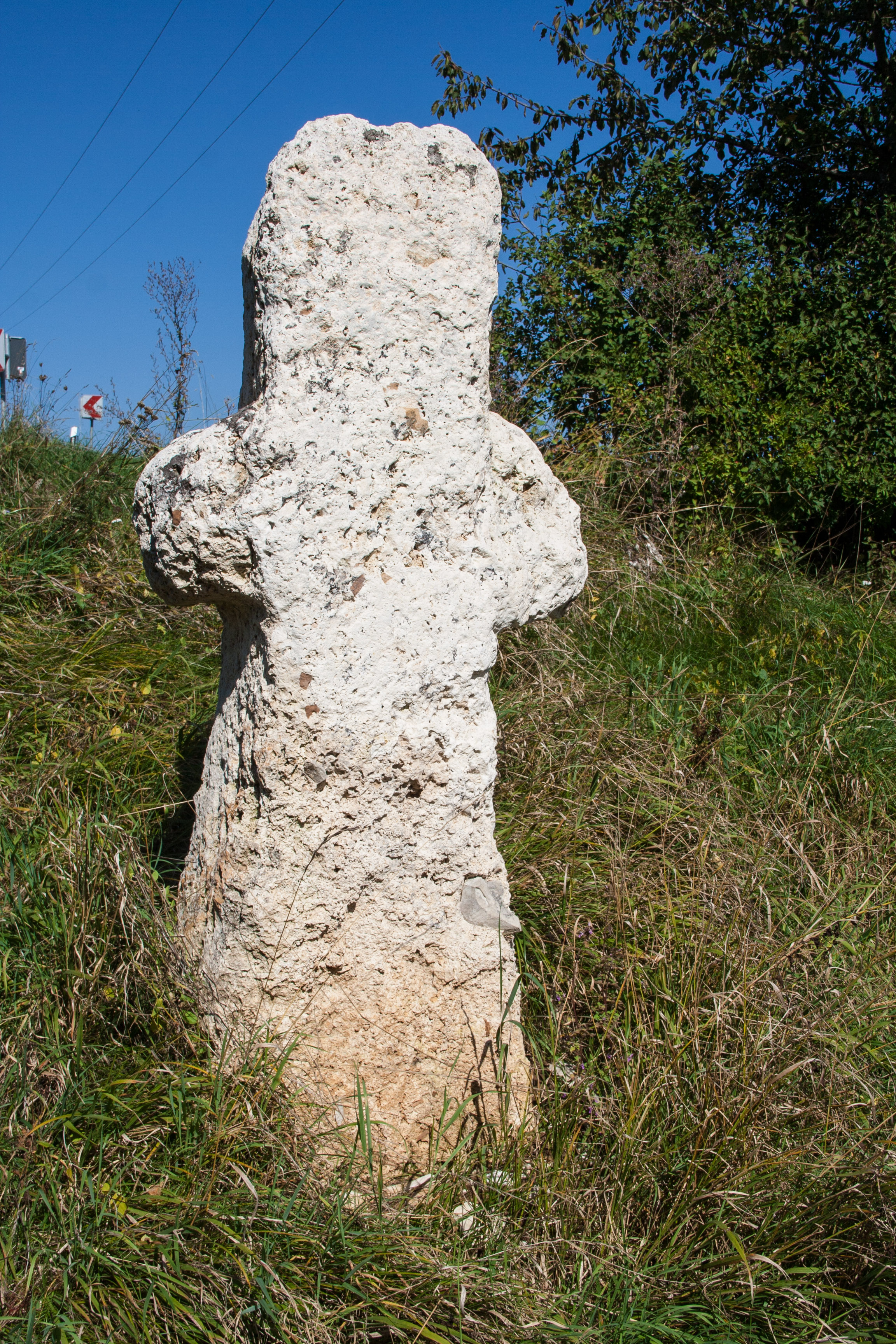
Steinkreuz Wirbertshofen

Das Dorf Wirbertshofen ist ein Gemeindeteil der Stadt Berching im Landkreis Neumarkt in der Oberpfalz.

## Geschichte
Am 1. Juli 1972 wurde Rudertshofen gemeinsam mit Hagenberg, Jettingsdorf und Wirbertshofen eingemeindet.

## Kapelle Franz-Xaver
In der Dorfmitte ist eine Kapelle, die dem heiligen Franz Xaver geweiht. Es handelt sich um einen Saalbau mit Schweifgiebel. Sie stammt aus der zweiten Hälfte des 18. Jahrhunderts. Der Glockenturm wurde im 19. Jahrhundert gebaut.

## Schwedenkreuz
In die Denkmalliste eingetragen ist außerdem ein mittelalterliches Steinkreuz, sogenanntes Schwedenkreuz, in lateinischer Form mit kurzen Armen und verbreitertem Fuß aus Kalkstein.